# Charles Colonna d'Avella
Charles Colonna, prince d'Avella (en italien Carlo Colonna, principe d'Avella ; né le 3 septembre 1737 à Rome et mort dans la même ville en 1819) était un prince et homme politique italien, français sous le Premier Empire, qui fut membre du Sénat conservateur. 

## Biographie
La noblesse de son origine et la situation qu'elle lui crée dans son pays lui vaut d'être nommé le 22 février 1811 membre du Sénat conservateur. Mais il y siège peu de temps, cessant de figurer sur la liste des membres de cette assemblée dès 1812.
Son fils tente vainement de décliner sa nomination au Conseil d'état comme auditeur de troisième classe le 9 juillet 1811. Il fait partie des 14 jeunes notables romains désignés par Roederer fils, alors préfet du Trasimène, pour être nommés au Conseil d'État. Il est affecté auprès de l'administration des douanes en 1813.

## Sources
- « Charles Colonna d'Avella », dans Adolphe Robert et Gaston Cougny, Dictionnaire des parlementaires français, Edgar Bourloton, 1889-1891 [détail de l’édition]
- Fiche de son fils sur Napoleonica.org